# Rödvingad glansstare
Rödvingad glansstare (Onychognathus morio) är en fågel i familjen starar inom ordningen tättingar.

## Utseende och läte
Rödvingad glansstare är en stor och glansigt svart stare med kilformad stjärt och tegelröda fönster i vingarna som syns tydligt i flykten. Hanen har svart huvud, honan grått. Rödvingad glansstare förväxlas lättast med smalnäbbad glansstare, men denna har tunnare näbb och längre stjärt. Lätet är karakteristiskt, ett fylligt och ljudligt gyllinglikt "wher-teooo". Även andra melodiska visslingar och melodier kan höras.

## Utbredning och systematik
Rödvingad glansstare delas in i två underarter med följande utbredning:
- Onychognathus morio morio – förekommer på savannen i Afrika söder om Sahara
- Onychognathus morio rueppellii – förekommer från Eritrea till Etiopien och nordligaste Kenya

## Levnadssätt
Rödvingad glansstare hittas kring klippiga utsprång och raviner. Den har också anpassat sig till byggnader i urbana områden. Fågeln undviker skog.

## Status och hot
Arten har ett stort utbredningsområde och en stor population, och tros öka i antal. Utifrån dessa kriterier kategoriserar internationella naturvårdsunionen IUCN arten som livskraftig (LC). Världspopulationen har inte uppskattats men den beskrivs som vanlig eller mycket vanlig i de flesta områden.

## Bilder

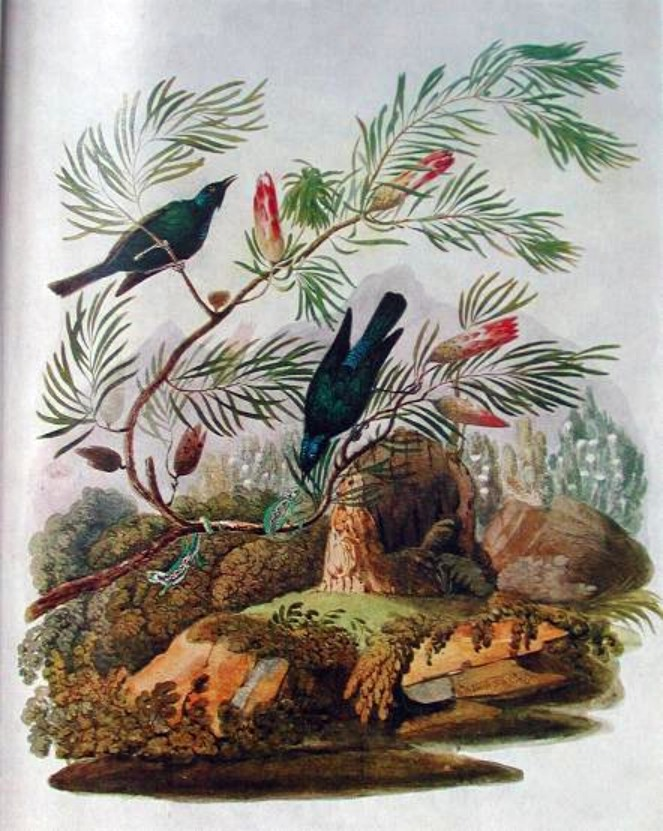
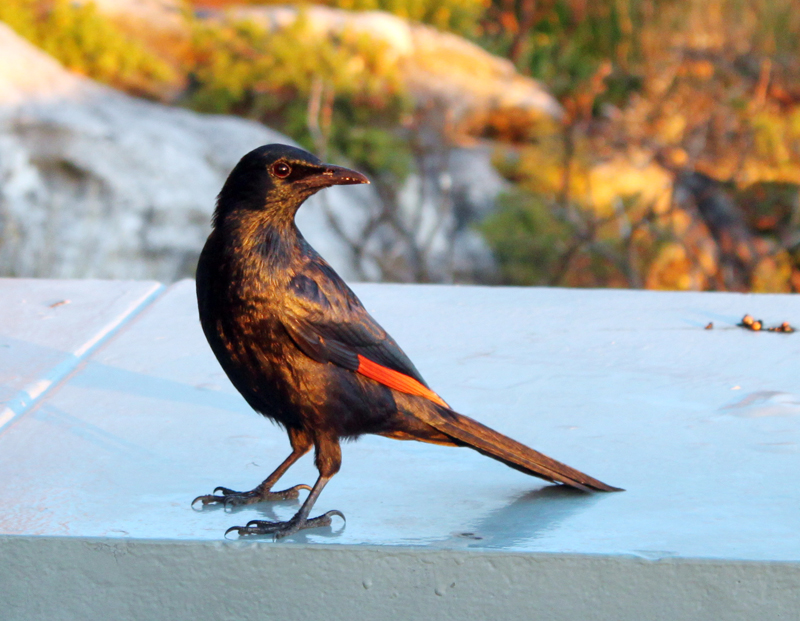
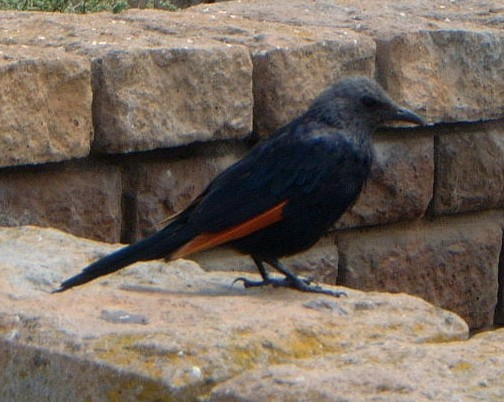
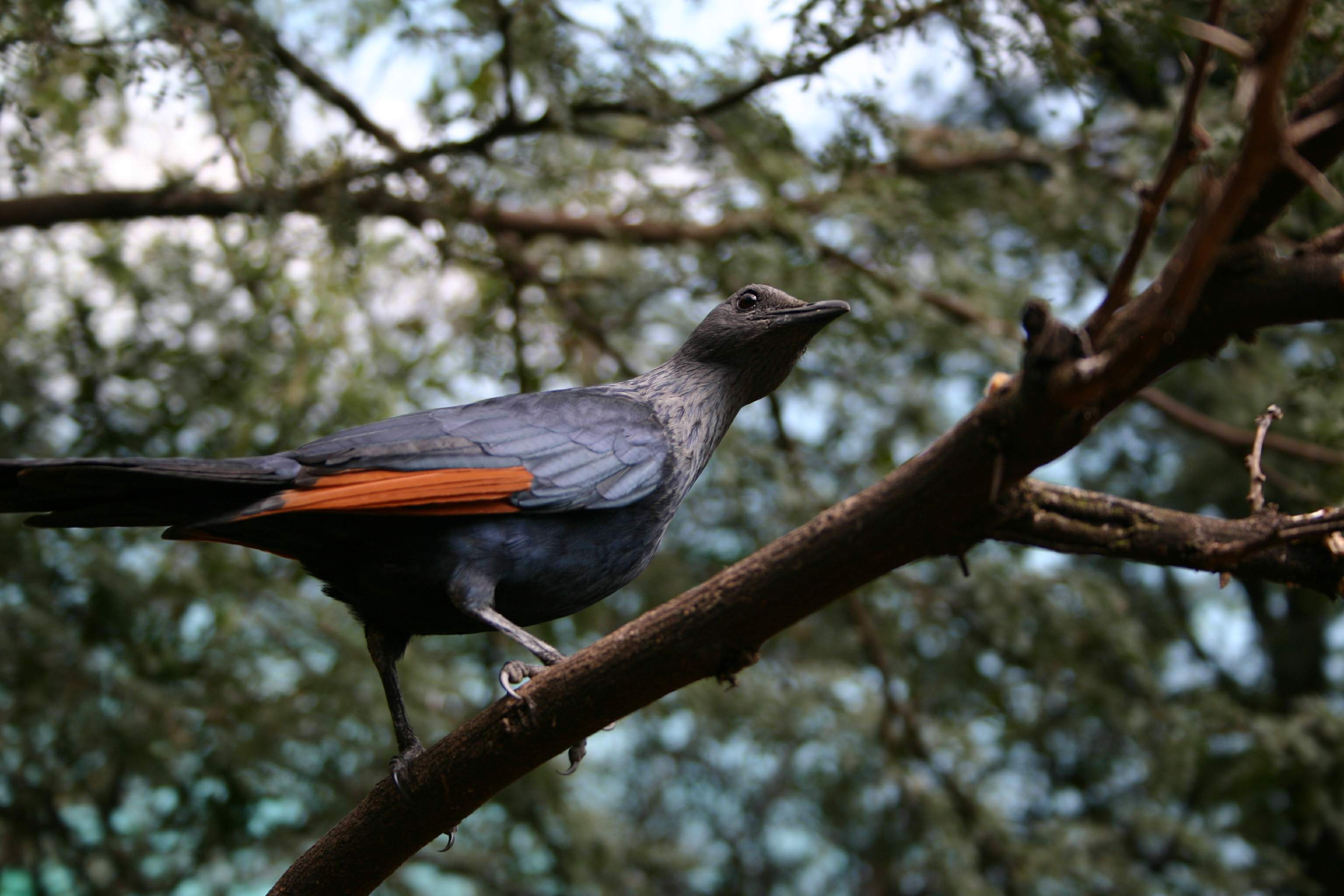
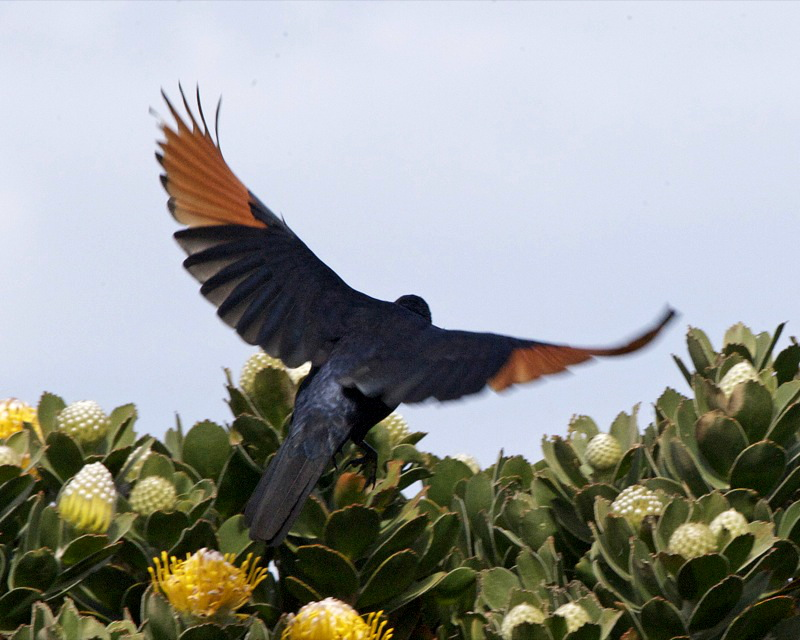